# XY-Frau
Als XY-Frau bzw. XY-Mädchen werden Frauen oder Mädchen bezeichnet, die nach der Anatomie der äußeren Geschlechtsorgane dem weiblichen Geschlecht angehören, obwohl ein Y-Chromosom vorhanden ist, das normalerweise schon im Mutterleib, vermittelt durch daraufhin gebildete männliche Geschlechtshormone und weitere direkte Wirkungen, eine Entwicklung der anatomischen Merkmale des männlichen Geschlechts verursachen würde. Es liegt also der Karyotyp 46,XY, d. h. 46 Chromosomen mit einem Y-Geschlechtschromosom, also keine Aneuploidie, vor. Das anatomische und hormonelle Geschlecht ist weiblich.
Die männliche Entsprechung zur XY-Frau ist der XX-Mann.

## Entwicklung und Ursachen
Bis zur Pubertät und meist auch darüber hinaus findet eine unauffällige soziale Geschlechtsentwicklung statt (vergleiche Geschlechtsidentität). Ebenso wie bei der hier nicht vorliegenden Aneuploidie sollte hier nicht von einer Erkrankung gesprochen werden, wenn kein Leidensdruck vorliegt. Es ist dann lediglich eine hormonell bedingte besondere phänotypische Ausprägung.
Je nach Ursache ist es allerdings in vielen Fällen mit weiteren Veränderungen verbunden, die auch persönlich belastend sein können. Eine Gonadendysgenesie vom 46,XY-Typ wie das Swyer-Syndrom führt etwa zu Unfruchtbarkeit. Beim Goldberg-Maxwell-Morris-Syndrom (kompletter Androgenresistenz) wird gar keine Gebärmutter ausgebildet. Je nach Ursache kann es, wie etwa beim Swyer-Syndrom oder beim Frasier-Syndrom, zur Ausbildung sogenannter Stranggonaden kommen, die mit einem stark erhöhten Risiko von Tumoren (Gonadoblastomen) verbunden sind.
Ursachen können sein:
- eine komplette Androgenresistenz
- ein Defekt der auf dem kurzen Arm des Y-Chromosoms gelegenen Sex determining region of Y, siehe Hoden-determinierender Faktor
- ein Swyer-Syndrom als eine reine Form der Gonadendysgenesie unterschiedlicher Ursachen, so auch Veränderungen autosomaler Gene

Die Vaginas von XY-Frauen können verkürzt sein. In solchen Fällen kann eine Neovagina (Kolpopoese) angelegt werden.
Die Inzidenz wird gewöhnlich für die verschiedenen Ursachen getrennt ermittelt. In einer Fallstudie in den Niederlanden wurden im Zeitraum 1983 bis 1994 19 Patientinnen mit komplettem Androgenrezeptordefekt (CAIS), also kompletter Androgenresistenz, gefunden – in diesem Zeitraum wurden hier insgesamt 189.000 Kinder geboren. Nach klinischen Fallzahlen wurde die Inzidenz von CAIS auf ein Fall auf 40.000 Geburten, des Swyer-Syndroms auf ein Fall auf 80.000 Geburten abgeschätzt. In einer Übersichtsarbeit wurde, gestützt auf Daten des Danish Cytogenetic Central Registers, die Prävalenz von XY-Frauen auf 6,4 von 100.000 Geburten abgeschätzt, davon waren 4,1 auf komplette Androgenresistenz als häufigste Ursache zurückzuführen.

## Bedeutung im Spitzensport
Mit der Frage nach der Definition der Geschlechter hat sich auch der weibliche Spitzensport bereits seit den 1950er Jahren beschäftigt. Grundlage für die Geschlechtsüberprüfung beim Sport war die Befürchtung, männliche Athleten könnten sich Wettbewerbsvorteile verschaffen, indem sie als Frauen antreten. Um dies auszuschließen, mussten sich weibliche Athletinnen ab 1950 körperlichen Untersuchungen unterziehen, die später durch Chromosomentests und schließlich durch hormonelle Kontrollen des Testosteronwertes ersetzt wurden. Der Leichtathletikweltverband IAAF beendete die Praxis der Zulassungsbeschränkung auf Basis der Geschlechtschromosomen im November 2018. Maßgeblich sind jetzt nur noch das Selbstverständnis als (legal anerkannte) Frau oder intersexuelle Person, in Kombination mit einem Testosteronspiegel, der über mindestens 6 Monate vor Wettkampfbeginn unterhalb von 5 Nanomol/Liter Blut (nmol/L) gehalten werden muss. Dabei spielt es keine Rolle, ob ein erhöhter Testosteronspiegel vorher natürliche oder unnatürliche  Ursachen hatte. Wird er gesenkt und definiert die Wettkämpferin sich nicht vor dem Gesetz als Mann, darf sie antreten.
Ein prominentes Beispiel einer XY-Spitzensportlerin ist die Mittelstreckenläuferin Caster Semenya. Nachdem in den Medien bereits öffentlich am weiblichen Geschlecht der südafrikanischen Leichtathletin gezweifelt worden war, durfte sie vorübergehend nicht zu Wettkämpfen antreten. Mittlerweile tritt sie als Frau an.